# Coptobasoides comoralis
Coptobasoides comoralis là một loài bướm đêm trong họ Crambidae.